# Богово (Тульская область)
Богово — деревня в Тульской области России.
В рамках административно-территориального устройства входит в Ясеновский сельский округ Ефремовского района, в рамках организации местного самоуправления — в муниципальное образование город Ефремов со статусом городского округа.
Деревня упоминается в рассказах И. А. Бунина и К. Г. Паустовского.

## Топоним
Название произошло от Боговой горы на южной окраине Офремова леса. Этот топоним в свою очередь связан с монастырём, который находился (вероятно, с XVI века) и назывался Преображенская Спасская Пустынь.

## География

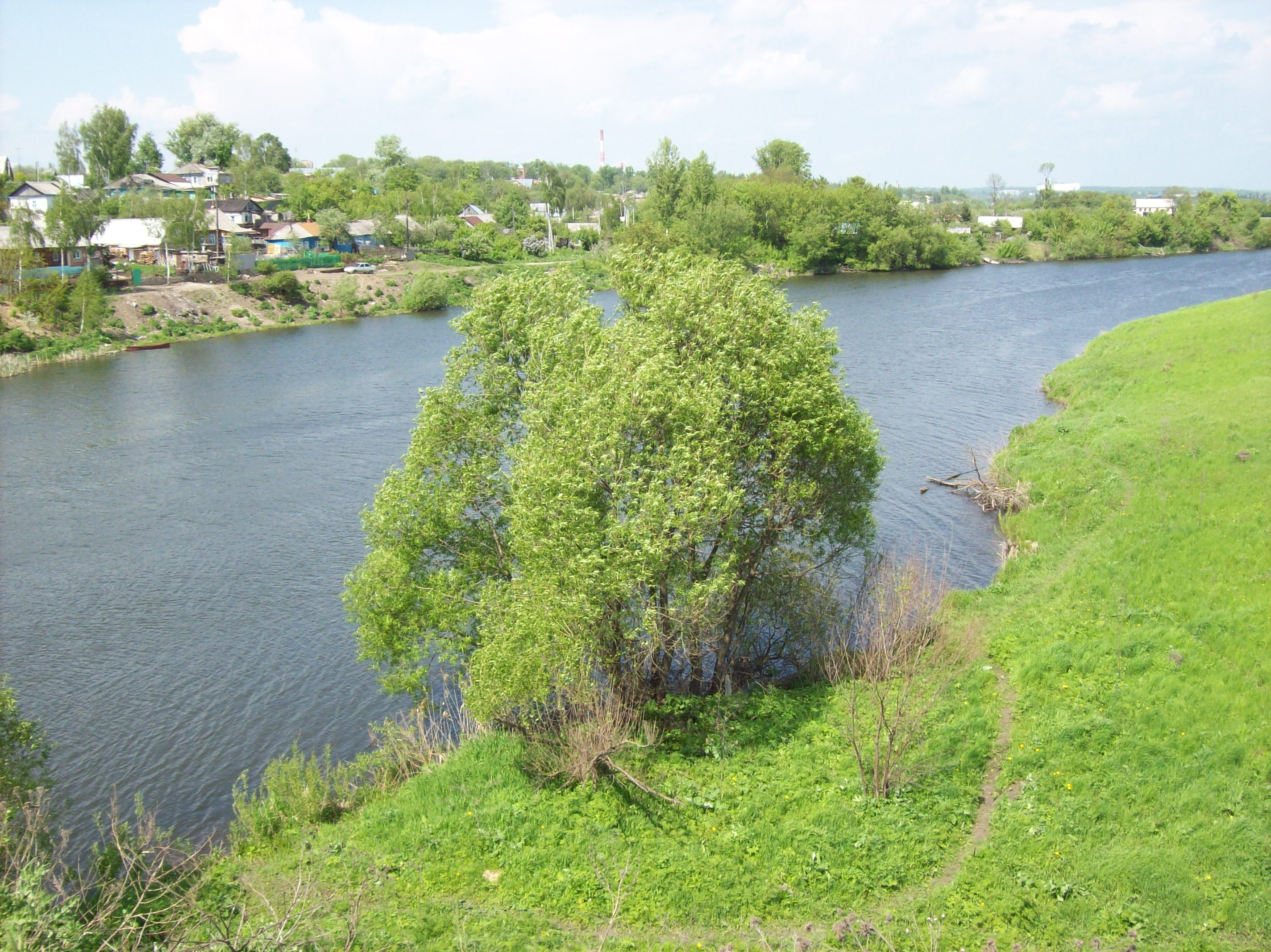
Красивая Меча неподалёку от деревни

Расположена на левом берегу р. Красивая Меча (приток Дона), на южной границе города Ефремов. Рядом проходит автомобильная дорога Ефремов — Дубики с асфальтовым покрытием.
Описание реки и местности встречается в рассказах И. С. Тургенева:

«Там у нас, на Красивой-то на Мечи, взойдёшь ты на холм, взойдёшь — и, господи боже мой, что это? а? И река-то, и луга, и лес; а там церковь, а там опять пошли луга. Далече видно, далече. Вот как далеко видно… Смотришь, смотришь, ах ты, право!»

Вот что писал К. Г. Паустовский в 1915 году : 
 «Я решил сходить в пригородное село Богово, чтобы узнать, чем живут и чего ждут здешние крестьяне. Богово стояло на берегу прославленной Тургеневым Красивой Мечи. Река была под снегом, но около водяной мельницы шумела по лотку чёрная вода. В неё падали со звонким бульканьем оттаявшие сосульки. Пришла первая февральская оттепель с туманами и капелью, порывистым ветром и запахом дыма»

## Население
| 1800 | 1859 | 1913 | 1982 | 2002 | 2004 | 2010 |
| ---- | ---- | ---- | ---- | ---- | ---- | ---- |
| 256  | ↘204 | ↗270 | ↘240 | ↘110 | ↗133 | ↗151 |

## История
К древнейшим памятникам принадлежит стоянка (временное поселение) у деревни Богово близ Ефремова, её обитатели жили там примерно за два с половиной тысячелетия до Рождества Христова. В этот период обширную лесную зону Восточной Европы населяли племена так называемой ямочно-гребенчатой керамики, названной по характерному узору на сосудах— из книги "Древности Тульской земли"
- - Поселение, эпоха бронзы, III—IV вв. 0.2 км к востоку от здания конторы совхоза в посёлке, пойма левого берега реки Красивая Меча (правый приток р. Дон), к северу от оросительного канала. Размер около 100×60 м, высота над рекой 3.0-3.5 м. Культурный слой толщиной 0.8 м, в верхней части нарушен распашкой. Керамика лепная, слабопрофилированная, с орнаментацией из оттисков зубчатого штампа, прочерченных линий, ногтевых вдавлений, отнесённая к эпохе бронзы, а также лепная керамика киевской культуры III—IV вв.

Арх. ИА: № 9913. Л. 8,9; Отчёт А. М. Обломского за 1999 г. Л.10
- - Стоянка, неолит. 0.4 км к юго-востоку от деревни, пойма левого берега реки Красивая Меча(правый приток р. Дон), у её излучины. Размеры памятника не определены. Культурный слой перекрыт пойменными отложениями, на современной поверхности не фиксируется. В разрушенных береговых обнажениях найдены обломки лепной керамики с ямочно-гребенчатой орнаментацией, кремнёвый наконечник дротика.

Деревня существовала с XVII в. Первое упоминание относиться к 1640 г. В 1650 году на Боговской горе было закончено строительство монастырского подворья (где ныне находится деревня Богово). В центре монастырского двора стояла церковь, по обе стороны её находились кельи монахов. Храм был шатровый, целиком деревянный. Хотя в 1764 году Ефремовский монастырь был упразднён царицей Екатериной II.
Сюда были перемещены на поселение люди из восточных окраин Речи Посполитой (нынешняя территория Белоруссии). Царские писцы В. Зюзин и В. Михайлов зафиксировали в Богове в 1642 году 26 домов. В 1710 году деревней владел помещик П. И. Шумский, капитан.
В XIX веке деревня относилась к приходу Преображенской церкви в Ефремове. По приходским спискам значились 256 жителей, из них 115 были казённым, 98 — крепостными крестьянами. В 1859 г. насчитывалось 28 дворов и 204 жителя. В 1913г — 51 хозяйство, 270 жителей. До революции здесь проживали дворяне, купцы, крестьяне, чиновники, мелкие торговцы.
В 1920-е годы на Богово некоторое время жил писатель К. Г. Паустовский, написавший по местным впечатлениям рассказ «Старик в потёртой шинели».
В 1936 году для рабочих завода в д. Богово был построен дом отдыха, где ежегодно отдыхали 327 человек, но во время Великой Отечественной войны здание было разрушено.
В справочной книге Тульской губернии за 1925 год на Богово указана школа I ступени, которой заведовала А. С. Петрикова.
В 1931 году в деревне организовался колхоз, который назвали «XIV Октябрь», после войны он присоединился к совхозу «Дубики», с 1972г — совхоз им. 50-летия СССР. В 1982 г. проживали 240 человек, в 2004 г. — 133 человека, в 2010г — 102 человека.

### Деревня во время Великой Отечественной войны (1941—1945 гг.)
Из воспоминаний Р. Батруковой, редактора газеты «За большую химию»:
"по всему лугу прямо перед домом длинной беспрерывной очередью со стороны Пушкарей летели огненные стрелы. Грохот стоял неимоверный, казалось, что вся земля стонала от этого грохота. Было светло, как днём. Из соседнего дома, принадлежавшего дезертиру и предателю А. Молчанову, бестолково суетясь, словно тараканы, выползали немцы. Некоторые из них были в нижнем белье, некоторые наспех засунули босые ноги в сапоги и в таком виде попали потом в плен к нашим. В паническом ужасе они повторяли своим гортанным голосом только одно слово: "Катюшья, катюшья!

### После 1945 года
В 1960-х гг. в деревне было проведено электричество и проводное радио (с 1993 года радио не работает).

### После 1991 года
С середины 1990-х годов в деревне есть газ. В 2001 году в деревне по региональной программе были проведены стационарные телефоны.
15 июля 2011 года в деревне побывали сотрудники Московского литературного музея-центра им. К. Г. Паустовского и работники ефремовского бунинского музея.
С 2006 до 2014 года входила в Ясеновское сельское поселение в составе бывшего муниципального района.
В 2012 году должно быть начато строительство объездной автомобильной дороги Р141 вокруг города Ефремов, которая должна пройти рядом с деревней Богово и выйти к М4E 115 «Дон»
В 2015 году по региональной и муниципальной программе должен быть уложен асфальт на улице Центральной, произведены мероприятия по благоустройству и могут быть установлены светильники уличного освещения с новыми энергосберегающими лампами.

## Знаменитые уроженцы и люди, связанные с деревней
- Могилы родственников И. А. Бунина

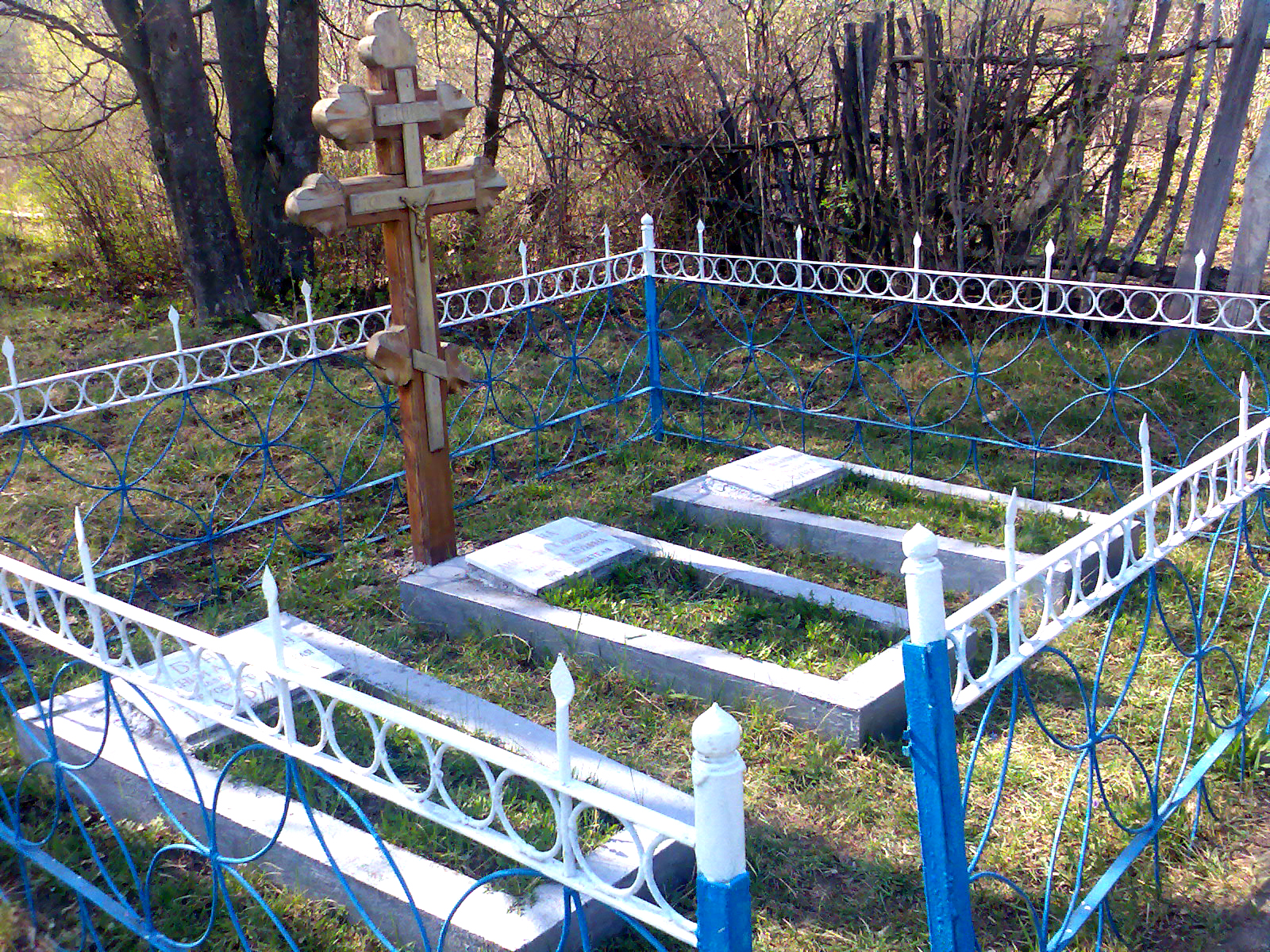
Могилы родственников И. А. Бунина

Во время подготовки Азовских походов через Ефремов на юг тянулись обозы, с боеприпасами с оружием для строящейся в Воронеже флотилии. Предположительно возле деревни проехал царь Петра I со своей свитой среди которых был Франц Лефорт.
- В 1909—1910 годах в Ефремове жил писатель, лауреат Нобелевской премии по литературе 1933 года Иван Бунин. Впечатления о сельской жизни в Ефремовском уезде отражены им в повести «Деревня». Кроме того, возле села похоронены мать писателя, его брат и жена брата.
- В 1915 году Константин Георгиевич Паустовский (1892—1968) впервые приехал в Ефремов. В советские годы Паустовский с женой Екатериной часто приезжал в Ефремов. Лето 1924 года они с семилетним сыном Вадимом провели в деревне Богово, где Паустовский познакомился с отставным полковником царской армии, послужившим ему прототипом для рассказа «Старик в потёртой шинели». Бывший полковник любил ловить рыбу на Красивой Мече. После войны Паустовский приезжал в Ефремов на могилу матери Бунина.
- Любомудров Георгий Владимирович (1872—1959) — педагог, краевед. Первый руководитель городского общества краеведов (с.1926) в Ефремове. Член правления Тульского областного общества краеведов (с 1927). Руководил раскопками останков мамонта в районе д. Иноземка.

В сентябре 1954 с учащимися школы рабочей молодёжи Любомудров, которому было уже за 80, проводил экскурсии по родному краю, показывал места укреплений, относящиеся к XIV—XVII векам, пояснял разрез земной коры на крутом обрыве, в карьере у реки и наглядно продемонстрировал, что много веков назад на месте, где стоит Ефремов, было море.
Следуя по высохшему руслу исчезнувшей реки, притока Красивой Мечи, на северной стороне деревни Богово, показал место, где он неоднократно находил кости древних животных. Ребята в тот день откопали две огромные берцовые кости, хорошо сохранившиеся в каменистом известковом грунте. Эти находки прибавились к тем, что были найдены раньше: бивню мамонта и двум зубам носорога.
- Смирнов Н. А., герой СССР, участник операции по освобождению Ефремова.
- Григорий Иванович Шевяков (1911, с. Богово Ефремовского у. — 1986), Герой Социалистического Труда, ветеринарный врач, заслуженный работник сельского хозяйства Белорусской ССР. После Великой Отечественной войны занимался возрождением животноводства в Белоруссии, возглавлял (1950—1975) совхоз «Россь» Гродненской области. Шевякова избирают членом Центрального комитета коммунистической партии Белоруссии, депутатом (неоднократно) Верховного Совета Белорусской ССР, делегатом XXI съезда КПСС.

### Дворяне и помещики
- Шумские — род служивых людей, мелкопоместных дворян Ефремовского уезда в деревни Богово
- Шумский Пётр Иванович (1665 -?). Капитан Глуховского гарнизона. Отставной майор (1728), ефремовский помещик. С 1710 г. владел деревней Богово.

Лета 1710-го году августа в 10 день по указу великого государя царя и великого князя Петра Алексеевича … самодержца и по отписки и по пунктам с Ельца от лантрихтера Степана Тимофеевича Клочкова велено Ефремовскому коменданду Феоктисту Фёдоровичу Голенищеву Кутузову в Ефремове и в Ефремовском уезде дворцовых волостей и потриарших и архиерейских и монастырских и вышних чинов помещиков и вотчинников и у прикащиков и у старост а нижних чинов у самих помещиков о переписке в селех и в деревнех прикащиков и дворовых людей и конюхов и скотников и всяких чинов мастеровых ремесленных людей и крестьянских и бобыльских задворных и деловых людей дваров …
Деревня Богова
За копитаном за Петром Ивановым сыном Шумским …
- Безгин Яков Алексеевич (XVIII в.). Помещик Ефремовского уезда деревни Богово. В 1769 г. уволен в отставку с производством в поручики. Заседатель Ефремовского нижнего земского суда (1777—1780).

## Инфраструктура
Личное подсобное хозяйство с зоной сельскохозяйственного использования, индивидуальная застройка усадебного типа.
На окраине города и в территориальной близости в 1988 году была построена ретрансляционная телевышка, высота которой 250 м и она входит в Список самых высоких телевизионных башен и радиомачт России.
В деревне, в 2007—2008 гг. по федеральной программе были установлены два таксофона, для вызова специальных служб (пожарной охраны, полиции, скорой медицинской помощи и аварийной службы газа).

## Транспорт
Возле деревни расположена конечная остановка городских автобусных маршрутов города Ефремов.